# Abatocera arnaudi
Abatocera arnaudi là một loài bọ cánh cứng trong họ Xén tóc. Loài này được Rigout mô tả lần đầu năm 1987. Loài này được tìm thấy ở Philippines.